# Andy Roxburgh
Andrew Roxburgh (Glasgow, 1943. augusztus 5. –) skót labdarúgóedző. 

## Pályafutása

### Klubcsapatban
1961 és 1963 között a Queen's Park játékosa volt. 1963-tól 1965-ig az East Stirlingshire csapatát erősítette, melynek tagjaként 1987-ben bajnoki címet szerzett. 1965 és 1969 között a Partick Thistle, 1969 és 1972 között a Falkirk együttesében játszott.  Az 1983–84-es szezonban kölcsönben a Partick Thistle együttesénél szerepelt. 1973 és 1975 között a Clydebank labdarúgója volt. 

### Edzőként
1975 és 1986 között a skót utánpótlás válogatottakat edzette. 1986 és 1993 között a skót válogatott szövetségi kapitánya volt, mellyel kijutott az 1990-es világbajnokságra és az 1992-es Európa-bajnokságra.